# El pavo Dustin
 Pavo Dustin  es un popular títere  de la televisión irlandesa estrella de la Radio Telefís Éireann a través del programa infantil "The Den". Dustin entró en el mundo del espectáculo a través de unos títeres irlandeses Zig y Zag en 1990.
El galés Johnny Morrison es quien le da voz a este pavo con un acento muy irlandés.
En 2008 fue el representante de su país en el Festival de Eurovisión, interpretando junto a Kitty B la canción Irlande douze points, aunque no llegaron a la final.

## Música de Dustin
Su primer disco "Not Just A Pretty Face" fue sacado en 1994, y ha cantado con personajes famosos como Bob Geldof, Chris de Burgh, las Spice Girls, Rodolfo Chikilicuatre y muchos artistas más.

### Sencillos

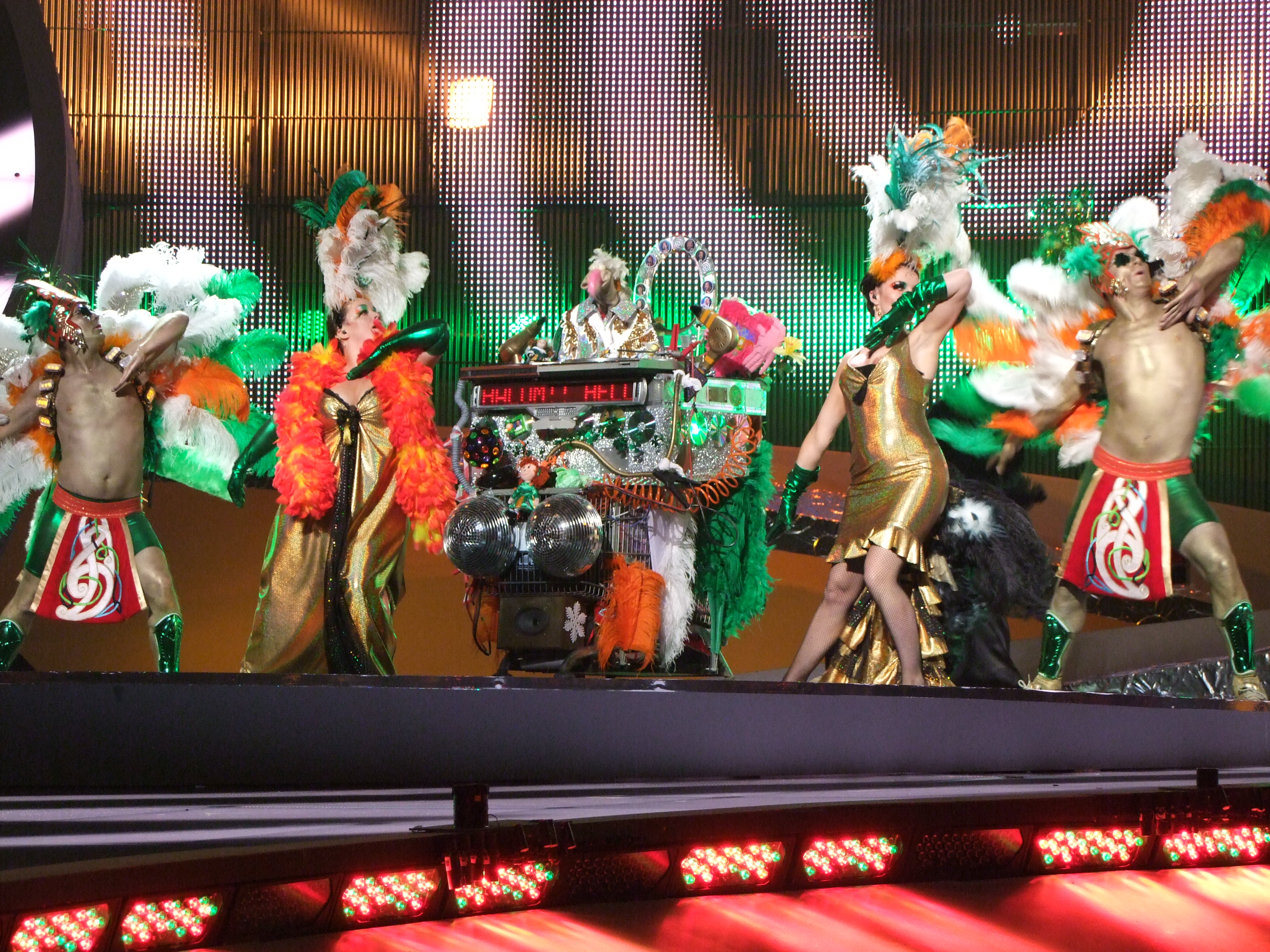
Dustin durante su actuación en la primera semifinal del Festival de Eurovisión 2008

- The Christmas No. 1 (Zig y Zag feat. El Pavo Dustin) (IR #1)
- Spanish Lady (feat. Ronnie Drew y The Saw Doctors) (IR #1)
- Numb
- Rat Trap (con Bob Geldof) (IR #1)
- Christmas Tree
- Good Lookin' Woman (con Joe Dolan) (IR #1)
- Fairytale of New York (con Dervla Kirwan)
- 32 Counties (IR #1)
- Christmas in Dublin
- weet Caroline (IR #1)
- Patricia the Stripper (con Chris de Burgh) (IR #3)
- True Christmas
- Fields of Athenry
- Harrell is a Lonely Dustin
- Irelande Douze Pointe

### Discos
- Not Just A Pretty Face
- Dustin: Unplucked
- Faith Of Our Feathers
- Poultry In Motion
- Dustin's Greatest Hits
- Bling When You're Minging